# Buenas noches, Beirut
«Buenas noches, Beirut» es una canción perteneciente al grupo de rock y new wave argentino GIT. Es la cuarta canción que forma parte del tercer álbum de estudio GIT Volumen 3, editado y grabado bajo el sello BMG en el año 1986. 

## Interpretación
La letra aborda sobre la guerra y la muerte en la capital del Líbano, en la llamada Guerra Civil Libanesa  que duró más de quince años. La canción es una plegaria que reza contra la guerra y la muerte en esa ciudad. La canción fue incluida en la campaña de difusión Rock en tu idioma, impulsada y producida por la disquera BMG Ariola en 1986 para dar a conocer y distribuir bandas de rock mexicano, español y argentino y que después se le unirían otros sellos discográficos. Es la segunda canción del grupo que cuenta con un videoclip promocional.
El músico chileno Harald Silva versionó esta canción en un estilo Trip Hop el año 2016. Esta canción también aparece en su segundo disco "El Bazar de los Juguetes" lanzado en 2017.